# Thomas Kelly
Thomas Kelly, född 1769, död 1854, var en engelsk präst och psalmdiktare. Representerad med 39 psalmer i den amerikanska psalmboken The Church Hymn book 1872. Översättningar till svenska finns i Svenska Missionsförbundets sångbok 1920 (SMF 1920).

## Psalmer
- Herre, dig vi anbefalla (SMF 1920, nr 626). Översatt av Erik Nyström.
- Through the day thy love has spared us (1820) (nr 28 i The Church Hymn book 1872)